# Karel ze Schrattenbachu
Hrabě Karel ze Schrattenbachu (německy Karl Graf von Schrattenbach, * 1572 nebo 1583 – 26. února 1612, Štýrský Hradec) byl rakouský šlechtic ze štýrského hraběcího rodu Schrattenbachů, pán z Hegenbergu, na Ostrovici (v dnenším Slovinsku) a Epensteinu (ve Štýrsku), místodržitel v Celje.

## Život
Narodil se jako syn svobodného pána Maxmiliána ze Schratenbachu (1537–1611) a jeho manželky Anny z Grasweinu († 1621), dcery rytíře Viléma z Grasweinu a Heleny z Herbersteinu. Jeho bratr Jan Bedřich († před 1621) získal titul svobodného pána v Čechách. Jeho sestra Marie Alžběta (1573–1653) se 24. listopadu 1591 ve Štýrském Hradci provdala za říšského hraběte Karla z Harrachu (1570–1628), armádního poradce císaře Ferdinanda II.

### Manželství a potomstvo
Karel ze Schratenbachu se dne 29. května 1589 (nebo 26. února 1612) ve Štýrském Hradci oženil s paní Marií Renatou z Herbersteinu, dcerou svobodného pána Bernardina z Herbersteinu (1566–1624) a Marie Konstancie Fuggerové (1568–1594). Z jejich manželství se narodil jediný syn:
Felix ze Schratenbachu (* asi 1620), 19. listopadu 1656 se ve Štýrském Hradci oženil s Marií Benignou z Herbersteinu (+ 1702), dcerou svobodného pána Jiřího Ehrenreicha z Herbersteinu a jeho manželky Barbory Rosiny ze Saurau.